# Зимогорье
Зимого́рье (укр. Зимогір'я) — город районного значения в Славяносербском районе Луганской области Украины. С 2014 года находился под контролем управляемой из России марионеточной Луганской Народной Республики. В настоящее время под российской оккупацией.

## Географическое положение
Расположен по обе стороны реки Лугани (приток Северского Донца) в 15 километрах от районного центра (Славяносербска). С востока на запад протянулся на 17 километров, с юга на север — на 8 километров.
Соседние населённые пункты: сёла Хорошее и Петровеньки (выше по течению Лугани) на северо-западе, Новогригоровка и Смелое на севере, Степовое, Долгое и посёлок Славяносербск на северо-востоке, сёла Новодачное, Суходол, Красный Луч и Замостье (ниже по течению Лугани) на востоке, посёлки Родаково, Белое, Юрьевка на юго-востоке, Лотиково и Михайловка на юге, село Петровка, посёлки Криворожье, Лозовский, Карпаты на юго-западе, Яснодольск на западе.

## История
Населённый пункт был основан как военное поселение Черкасский Брод, в 1764 году получил название село Черкасское Новороссийской губернии, но в ходе административной реформы в 1783 году вошло в состав Екатеринославского наместничества.
В 1802—1917 гг. являлось селом Черкасской волости Славяносербского уезда Екатеринославской губернии Российской империи.
После строительства в 1910 году железной дороги и железнодорожной станции развитие села активизировалось, в 1914 году здесь была открыта однолетняя земская школа.
В ноябре 1917 года здесь была установлена Советская власть. В 1938 году Черкасское стало посёлком городского типа Фрунзенского района Ворошиловградской области.
В ходе Великой Отечественной войны 12 июля 1942 года посёлок был оккупирован немецкими войсками, 1 сентября 1943 года — освобождён подразделениями 91-й стрелковой дивизии РККА.
По состоянию на начало 1957 года посёлок являлся центром добычи каменного угля, известняка, песчаника и мергелей, здесь действовали известковый завод, кирпично-черепичный завод, средняя школа, две начальные школы, Дом культуры и библиотека.
С 1961 года — город районного подчинения Зимогорье. В начале 1970х годов основой экономики являлась добыча каменного угля, также здесь действовали кирпичный завод и обогатительная фабрика.
В 1980 году здесь действовали каменноугольная шахта «Черкасская», центральная обогатительная фабрика, кирпичный завод, совхоз с консервным цехом, техническое училище, три общеобразовательные школы, Дворец культуры, шесть библиотек и больница.
В январе 1989 года численность населения составляла 12 710 человек, основой экономики в это время являлась добыча каменного угля.
В мае 1995 года Кабинет министров Украины утвердил решение о приватизации находившегося здесь автотранспортного предприятия.
В сентябре 2012 года Кабинет министров Украины разрешил приватизацию находившейся здесь шахты «Черкасская».
С 2014 года находится под контролем самопровозглашённой Луганской Народной Республики.

## Население
На 1 января 2013 года численность населения составляла 9949 человек.

### Языковой состав
По данным переписи 2001 года 59,62 % населения города указали украинский язык родным, 39,43 % — русский, 0,95 % — другие языки.

## Экономика
Добыча каменного угля (ГОАО Шахта «Черкасская» — ГП «Луганскуголь»). Обогатительная фабрика.

## Образование
В городе есть два учебных заведения: Зимогорьевская среднеобразовательная школа им. И.Малько и гимназия им. Воинов-интернационалистов.

## Транспорт
Грузопассажирская железнодорожная станция Зимогорье на линии Красный Лиман — Родаково Донецкой железной дороги.

## Известные жители
- Алексей Семененко[укр.] (род. 1958) — украинский футбольный комментатор, заслуженный журналист Украины (2004)